# Épaule Tattoo
Pour les articles homonymes, voir Épaule (homonymie).
Singles de Étienne Daho
Tombé pour la France
(1985) Duel au soleil
(1986)
Épaule Tattoo est une chanson d'Étienne Daho, paru en single le 1er mars 1986  comme second extrait de l'album Pop Satori, dans lequel il figure.
Le single se classe brièvement au Top 50 les deux premières semaines d'octobre 1986, avant de le quitter et de revenir à la 49e place à partir du 25 octobre 1986. Resté six semaines consécutives dont une à la 39e place la semaine du 8 novembre 1986, il quitte le Top la semaine du 28 novembre à la 40e place .

## Classement
| Classement (1986) | Meilleure position |
| ----------------- | ------------------ |
| France (SNEP)     | 39                 |